# Döberitz (Premnitz)
Döberitz è una frazione della città tedesca di Premnitz, nel Land del Brandeburgo.

## Storia
Nel 2003 il comune di Döberitz venne soppresso e aggregato alla città di Premnitz.

## Amministrazione
La frazione di Döberitz è amministrata da un "consiglio di frazione" (Ortsbeirat) di 3 membri.